# Štíty
Štíty är en stad i Tjeckien.   Den ligger i regionen Olomouc, i den östra delen av landet, 170 km öster om huvudstaden Prag. Štíty ligger 442 meter över havet och antalet invånare är 2 049.
Terrängen runt Štíty är huvudsakligen kuperad, men den allra närmaste omgivningen är platt.Runt Štíty är det ganska tätbefolkat, med 104 invånare per kvadratkilometer. Närmaste större samhälle är Zábřeh, 11,6 km sydost om Štíty. Omgivningarna runt Štíty är en mosaik av jordbruksmark och naturlig växtlighet.